# Alfonso Negro
Alfonso Negro, född 27 juni 1915 i Brooklyn, död 7 november 1984 i Florens, var en italiensk fotbollsspelare.
Negro blev olympisk guldmedaljör i fotboll vid sommarspelen 1936 i Berlin.